# West African Football Union
De West-Afrikaanse voetbalunie (Engels: West African Football Union, Frans: Union des Fédérations Ouest-Africaines de Football) is de voetbalbond voor landen uit West-Afrika. De afkorting voor de unie is WAFU-UFOA en WAFU. De bond organiseert onder andere de WAFU Nations Cup. 

## Zones

### Zone A
| Land          | Lid vanaf | Nationale bond              |
| ------------- | --------- | --------------------------- |
| Kaapverdië    | 1975      | Kaapverdische voetbalbond   |
| Gambia        | 1975      | Gambiaanse voetbalbond      |
| Guinee        | 1975      | Guinese voetbalbond         |
| Guinee-Bissau | 1975      | Guinee-Bissause voetbalbond |
| Liberia       | 1975      | Liberiaanse voetbalbond     |
| Mali          | 1975      | Malinese voetbalbond        |
| Mauritanië    | 1975      | Mauritiaanse voetbalbond    |
| Senegal       | 1975      | Senegalese voetbalbond      |
| Sierra Leone  | 1975      | Sierra Leoonse voetbalbond  |

### Zone B
| Land         | Lid vanaf | Nationale bond          |
| ------------ | --------- | ----------------------- |
| Benin        | 1975      | Beninse voetbalbond     |
| Burkina Faso | 1975      | Burkinese voetbalbond   |
| Ivoorkust    | 1975      | Ivoriaanse voetbalbond  |
| Ghana        | 1975      | Ghanese voetbalbond     |
| Niger        | 1975      | Nigerese voetbalbond    |
| Nigeria      | 1975      | Nigeriaanse voetbalbond |
| Togo         | 1975      | Togolese voetbalbond    |

## Voorzitters
De huidige voorzitter is eigenlijk Amos Adamu, hij werd echter geschorst voor 3 jaar door de FIFA. Amos Adamu is geschorst omdat hij zijn stem voor de verkiezingen van de gastlanden voor het Wereldkampioenschappen voetbal van 2018 en 2022 zou hebben verkocht.
- K. Tandoh (1975–1977)
- Seyi Memene (1977–1984)
- Abdoulaye Fofana (1984–1988)
- Jonathan Boytie Ogufere (1988–1994)
- Dieng Ousseynou (1994–1999)
- Abdulmumini Aminu (1999–2002)
- El Hadji Malick Sy (2002–2004)
- Jacques Anouma (2004–2008)
- Amos Adamu (2008–2010)
- Kwesi Nyantakyi (interim; 2011–present)